# Les Scheinflug
Les Scheinflug (Bückeburg, 1º ottobre 1938) è un allenatore di calcio ed ex calciatore tedesco naturalizzato australiano, di ruolo centrocampista o attaccante.

## Carriera

### Giocatore

#### Club
Arrivato in Australia agli inizi degli anni '50, ha vissuto la giovinezza al Villawood Migrant Hostel e ha giocato per la squadra dell'ostello (Villawood Tigers). Fu preso a giocare nella rappresentativa del Southern Districts nel corso di questi anni.

#### Nazionale
Tra il novembre del 1965 e l'aprile del 1968 Scheinflug giocò sei intere partite internazionali con l'Australia segnando quattro gol.

### Allenatore
Prima del campionato mondiale del 1974 diventò assistente dell'allenatore della nazionale Rale Rasic. Successivamente allenò varie volte i Socceroos ed anche le nazionali giovanili. Nel 1979 vinse il campionato australiano e nel 1980 vinse la coppa di Australia entrambi con il Marconi Stallions. Nel 1979 fu votato Allenatore dell'anno dalla stampa calcistica australiana.

## Palmarès

### Allenatore

#### Competizioni nazionali
- Campionato australiano: 1

Marconi Stallions: 1979
- FFA CUP: 1

Marconi Stallions: 1980

#### Individuale
- Australian Hall of Fame Inaugural Inductee
- 1979 NSL Allenatore dell'anno
- Riconoscimento rappresentativo del Nuovo Galles del Sud